# L'altro delitto
L'altro delitto (Dead Again) è un film del 1991 diretto da Kenneth Branagh.
Robin Williams chiese espressamente di non far apparire il suo nome nei titoli di testa, per non indurre in errore il pubblico, che avrebbe potuto pensare di assistere a un film comico.

## Trama
1949: il compositore Roman Strauss viene condannato alla pena capitale per aver ucciso con un paio di forbici la moglie Margaret, famosa pianista. Poco prima di essere giustiziato, Strauss si avvicina all'orecchio di un giornalista presente all'esecuzione, Gray Baker, il quale si era infatuato della signora Strauss, e sembra dirgli qualcosa.
Los Angeles, giorni nostri: Mike Church, investigatore privato, cerca di scoprire l'identità di Grace, una donna che soffre di amnesia e continua ad avere incubi riguardanti il compositore Roman Strauss e sua moglie Margaret (in cui Grace si identifica), entrambi morti più di 40 anni prima.
I due si rivolgono a Franklyn Madson, un bizzarro antiquario che pratica l'ipnosi, affinché questi aiuti la donna a mettere ordine nella vicenda sognata. Con l'aiuto del dottor Cozy Carlisle, uno psicologo fallito, si scopre che l'origine degli incubi potrebbe essere connessa con esperienze avute da Grace in un'esistenza precedente e, in particolare, proprio nella vita di Margaret Strauss. Tuttavia Grace, nonostante riesca a ricordare molti particolari della vita di Margaret, non riesce a "vedere" la scena del suo omicidio.
Mike prosegue le indagini e rintraccia l'ormai anziano e malato Gray Baker per saperne di più. Scopre che Roman Strauss, prima di morire, non disse niente all'orecchio di Baker, ma gli diede solo un bacio. Baker afferma inoltre che l'unica persona che sapeva tutto della vita dei coniugi Strauss era la governante Inga, che oggi possiede insieme a suo figlio un negozio di antiquariato.
Mike corre subito al negozio e trova Inga, che gli racconta la verità: all'epoca era la governante degli Strauss e avrebbe voluto sposare Roman, ma questi si innamorò di Margaret e la sposò; Franklyn, il figlio ancora adolescente di Inga, colto dalla rabbia nei confronti di Margaret, la uccise con delle forbici, e dell'omicidio fu accusato ingiustamente Roman. Mike capisce che Grace è in pericolo e la raggiunge nel suo appartamento, dove arriva anche Franklyn, deciso a porre fine alla storia. Nella colluttazione l'antiquario ha la peggio e muore nel tentativo di colpire Mike.

## Riferimenti cinematografici
Utilizzando meccanismi cari al cinema di Alfred Hitchcock, per la sua seconda regia Branagh sceglie di allontanarsi dalle ambientazioni shakespeariane che lo renderanno famoso in tutto il mondo, per dedicarsi a un thriller che mischia brivido e suspense alla commedia, film d'amore a mistero, circondandosi, come al solito, di attori a lui familiari.

## Riferimenti musicali
Il film è stato di ispirazione al gruppo progressive metal Dream Theater per il loro concept album Metropolis Pt. 2: Scenes from a Memory.

## Riconoscimenti
- 1992 - Golden Globe
  - Candidatura Migliore colonna sonora originale a Patrick Doyle
- 1992 - Premio BAFTA
  - Candidatura Miglior attore non protagonista a Derek Jacobi
- 1991 - National Board of Review Awards
  - Migliori dieci film
- 1992 - Festival internazionale del cinema di Berlino
  - Candidatura Orso d'oro a Kenneth Branagh
- 1992 - Edgar Award
  - Candidatura Miglior sceneggiatura a Scott Frank
- 1992 - Young Artist Awards
  - Candidatura Miglior attore giovane a Gregor Hesse